# Sandy Saddler
Sandy Saddler (* 23. März 1926 in Boston, Massachusetts; † 18. September 2001 in New York) war ein US-amerikanischer Boxer.

## Laufbahn
Saddler begann 1944 mit 17 Jahren mit dem Boxen. Er war ein hochgewachsener Schwarzer mit gefürchteter Schlagkraft und hat als einziger Federgewichtler über hundert KO-Siege erzielen können.
1948 kam es zur ersten Begegnung mit dem für seine Defensivkunst berühmten italoamerikanischen Weltmeister Willie Pep. Saddler siegte durch K. o. in der vierten Runde. Er verlor den Rückkampf, gewann aber die dritte und vierte Begegnung vorzeitig. Aus nach der Karriere an die Öffentlichkeit gelangten Briefen geht jedoch hervor, dass die Kämpfe sehr wahrscheinlich abgesprochen waren.
1949 gewann er auch den Halbleichtgewichtstitel, der damals allerdings nicht sehr anerkannt war. Kurz vor Karriereende verlor er 1955 gegen den Philippiner Flash Elorde in Manila nach Punkten, schlug den Rechtsausleger im Rückkampf dann aber aufgrund eines Abbruchs wegen Platzwunden.
1956 war er in einen Verkehrsunfall verwickelt, welcher so starke Augenprobleme verursachte, dass er seine Karriere beenden musste.
Saddler besiegte in seiner Karriere außerdem viele Leichtgewichtler, so zum Beispiel Joe Brown, und boxte mit Jimmy Carter unentschieden. Das „Ring Magazine“ führt ihn als viertbesten Federgewichtler aller Zeiten. 1990 fand Saddler Aufnahme in die International Boxing Hall of Fame.